# Najas schweinfurthii
Najas schweinfurthii là một loài thực vật có hoa trong họ Hydrocharitaceae. Loài này được Magnus mô tả khoa học đầu tiên năm 1894.